# Nika Kentchadze
Nika Kentchadze (in georgiano ნიკა კენჭაძე?; Ambrolauri, 17 aprile 1997) è un lottatore georgiano, specializzato nella lotta libera. In carriera ha vinto una medaglia di bronzo ai mondiali di Oslo 2021 e due medaglie di bronzo agli europei: Bucarest 2019 e Varsavia 2021.

## Palmarès
| Anno | Manifestazione   | Sede       | Evento | Risultato | Note |
| ---- | ---------------- | ---------- | ------ | --------- | ---- |
| 2014 | Europei cadetti  | Samokov    | 69 kg  | 19º       |      |
| 2014 | Mondiali cadetti | Snina      | 69 kg  | 26º       |      |
| 2017 | Europei junior   | Dortmund   | 74 kg  | Argento   |      |
| 2017 | Mondiali junior  | Tampere    | 74 kg  | 8º        |      |
| 2018 | Europei U23      | Istanbul   | 79 kg  | Bronzo    |      |
| 2018 | Mondiali U23     | Bucarest   | 79 kg  | Oro       |      |
| 2019 | Europei          | Bucarest   | 79 kg  | Bronzo    |      |
| 2019 | Mondiali         | Nur-Sultan | 79 kg  | 21º       |      |
| 2020 | Europei          | Roma       | 79 kg  | 13º       |      |
| 2021 | Europei          | Varsavia   | 79 kg  | Bronzo    |      |
| 2021 | Mondiali         | Oslo       | 79 kg  | Bronzo    |      |